# Sturgeon Lake, Alberta
Sturgeon Lake är en sjö i Kanada.   Den ligger i provinsen Alberta, i den centrala delen av landet, 3 100 km väster om huvudstaden Ottawa. Sturgeon Lake ligger 673 meter över havet. Arean är 50 kvadratkilometer. Den sträcker sig 8,9 kilometer i nord-sydlig riktning, och 13,4 kilometer i öst-västlig riktning.
I omgivningarna runt Sturgeon Lake växer i huvudsak blandskog. Runt Sturgeon Lake är det glesbefolkat, med 9 invånare per kvadratkilometer.